# اگنس ایرز
اگنس ایرز هنکل (انگلیسی: Agnes Eyre Henkel؛ ۴ آوریل ۱۸۹۸ – ۲۵ دسامبر ۱۹۴۰) یک هنرپیشهدوران صامت سینما که اهل ایالات متحده آمریکا بود که شهرت او بیشتر به خاطر بازی در نقش 'بانو دایانا مایو" در فیلم "شیخ و پسر شیخ" است. وی بین سال‌های ۱۹۱۴ تا ۱۹۳۷ میلادی فعالیت می‌کرد.

## زندگی‌نامه
در سال ۱۸۹۲ در کاربوندیل، ایلینوی زاده شد. وی بازی در سینما را از سال ۱۹۱۴ آغاز کرد که به عنوان سیاهی لشکر در صحنه‌ای از یک فیلم متعلق به استودیو اسنای ظاهر شد. موقعی که او به همراه مادرش برای پیشرفت در بازیگریش به نیویورک رفت، در آنجا مورد توجه بازیگر مشهور آن دوران، آلیس جویس قرار گرفت. آلیس متوجه شباهت فیزیکی بین خود و آگنس شد و از این شباهت برای بازی در فیلم "ریچارد گستاخ" (۱۹۱۷ استفاده کرد؛ جایی که آگنس در نقش خواهر او در فیلم ظاهر شد. بعد از این فیلم او مورد توجه استعدادیاب استودیوی پارامونت، جس ال. لسکی قرار گرفت و یک نقش مهم در فیلم این استودیو، "تصرف توسط دشمن" (فیلمی در مورد جنگ‌های انفصال)، گرفت و سپس در چند فیلم از تولیدات سیسیل ب دومیل بازی کرد. در چند فیلم اولیه با نام "آگنس آیره" شرکت داشت. در خلال جنگ جهانی اول با یک افسر ارتش ازدواج کرد و تقریباً بلافاصله طلاق گرفت.
در سال ۱۹۲۱ نقش مهم خود را در فیلم "شیخ" در مقابل رودولف والنتینو ایفا کرد و ۵ سال بعد در سال ۱۹۲۶ این نقش را در فیلم "پسر شیخ" تکرار کرد. به دنبال پخش فیلم شیخ، سیل پیشنهادها بود که به سمت آگنس سرازیر می‌شد و او در چند فیلم دیگر منجمله The Affairs of Anatol" (۱۹۲۱" (با بازی والاس رید)، "میوهٔ ممنوعه" (۱۹۲۱ و همچنین فیلم تاریخی-مذهبی ده فرمان (۱۹۲۳ (نسخه صامت) ساختهٔ سیسیل ب دومیل به ایفای نقش پرداخت.
تدریجاً و به دنبال پایان گرفتن رابطهٔ او با جسی لاسکی، بازی او در فیلم‌ها نیز رو به افول نهاد. در سال ۱۹۲۹ او در آخرین نقش مهمش در فیلم The Donovan Affair (با بازی جک هالت) ظاهر شد. بعد از آن او تنها در نقش‌های پیش پا افتاده و حتی بدون ذکر نام در عنوان بندی فیلم به بازی پرداخت و سرانجام در سال ۱۹۳۷ خود را بازنشسته کرد. بعد از بازنشستگی آیرس دچار اندوه و عسرت شد و در مقطعی نیز به آسایشگاه سالمندان منتقل شد. وی حضانت دختر خویش را در سال ۱۹۳۹ از دست داد
آگنس آیرس سرانجام بر اثر خونریزی مغزی در ۲۵ دسامبر ۱۹۴۰ در سن ۴۸ سالگی در منزلش در لس آنجلس درگذشت.

## فیلم‌شناسی

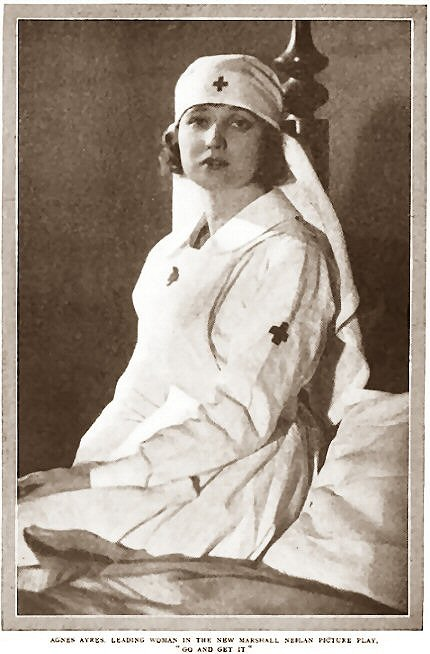
۱۹۲۰

- کشتی‌گیر نقابدار (۱۹۱۴)
- ریچارد گستاخ (۱۹۱۷)
- پیراهن ارغوانی (۱۹۱۸)
- مشکل یک دختر (۱۹۱۹)
- قماربازان (۱۹۱۹)
- یک سالومه مدرن (۱۹۲۰)
- آوای درون (۱۹۲۰)
- عشق درون (۱۹۲۱)
- شیخ (۱۹۲۱)
- The Affairs of Anatol (۱۹۲۱)
- میوهٔ ممنوعه (۱۹۲۱)
- خط بدون چرخش (۱۹۲۲)
- Bought and Paid For (۱۹۲۲)
- درشکه (۱۹۲۲)
- دختر خوشگذران (۱۹۲۲)
- هالیوود (۱۹۲۳)
- ده فرمان (۱۹۲۳ (نسخه صامت)
- وقتی دختری عاشق می‌شود (۱۹۲۴)
- شخص خطاکار (۱۹۲۴)
- بلوف (۱۹۲۴)
- داستان بدون نام (۱۹۲۴)
- پسر شیخ (۱۹۲۶)
- Her Market Value (۱۹۲۵)
- نامه‌های عاشقانهٔ ایو (۱۹۲۷)
- درون شب (۱۹۲۸)
- دختر شهر کوچک (۱۹۳۶)
- دوشیزه‌ای از سالِم (۱۹۳۷)
- تاکسی نیمه شب (۱۹۳۷)
- ارواح دریا (۱۹۳۷)
- The Donovan Affair ()